# Nizhniohirski
Nizhniohirski (en ucraniano: Нижньогірський, en ruso: Нижнегорский, en tártaro de Crimea: Seyitler) es una ciudad situada en la parte noreste de la península de Crimea, en la extensa llanura que cubre todo el norte. Es el centro administrativo del Raión de Nizhniohirski dentro de la República Autónoma de Crimea de Ucrania o República de Crimea de Rusia.